# Đồng Ý
Đồng Ý là một xã thuộc huyện Bắc Sơn, tỉnh Lạng Sơn, Việt Nam.
Xã Đồng Ý có diện tích 27,62 km², dân số năm 1999 là 3.908 người, mật độ dân số đạt 141 người/km².
Theo thống kê năm 2019, xã Đồng Ý có diện tích 27,62 km², dân số là 4.349 người, mật độ dân số đạt 158 người/km².